# Зелені (Андорра)
Зелені Андорри (кат. Els Verds d'Andorra) — зелена політична партія в князівстві Андорра.

## Діяльність
Партія зелених Андорри була заснована в 2003 році. Наразі не є представленою в парламенті Андорри. На парламентських виборах в 2005 році партія отримала 451 голос (3,5%), в 2009 році вона отримала 466 голосів (3,2%), в 2011 році — 520 голосів (3,4%). У 2001 році партія не брала участі у виборах. До партії входять близько 40 осіб.